# Медаль покровителей (Королевское географическое общество)
Медаль покровителей (англ. Patron’s Medal) — высшая награда Королевского географического общества, учреждённая в 1839 году и вручаемая поныне «за поощрение и популяризацию географии, науки и открытий».

## История
В 1831 году была учреждена золотая медаль Королевского географического общества, представлявшая собой денежную премию в размере 50 гиней от короля Великобритании Вильгельма IV «за поощрение и продвижение географической науки и открытий». Первоначально награда вручалась в деньгах, а в 1836 году лауреатам начали выдавать медали. В 1839 году решением Общества награда была разделена на две золотые медали равной значимости и ценности — медаль основателей и медаль покровителей. Медаль покровителей не присуждалась лишь в 1851, 1943 и 1944 годах.

## Критерии
Медаль присуждается «за поощрение и популяризацию географии, науки и открытий». Медаль вручается ежегодно. Награждение производится на основании рассмотрения соответствующей номинации, поданной в общество при письменной поддержке двух или трёх стипендиатов или членов общества.

## Описание
Автор дизайна — Уильям Вайон (впоследствии — Аллан Вайон, Аллан Гардинер Вайон). На медали выгравированы имя лауреата и дата награждения. На реверсе — фигура Минервы с венком и свитком в руках, стоящая на фоне земного шара при лежащих у её ног секстанте и других геодезических инструментах. На аверсе — профильный головной портрет молодой королевы Виктории. В дальнейшем менялись портреты Эдуарда VII, Георга V, Эдуарда VIII, Георга VI. В настоящее время на аверсе изображён портрет молодой Елизаветы II.

## Лауреаты медали покровителей
Пояснения
- Лауреаты Золотой медали 1832—1838 годов до её разделения в 1839 году на две награды расцениваются Обществом как обладатели медали основателей[3].

| Год  | Лауреат                   | Основание |
| ---- | ------------------------- | --- |
| 1839 | Эдуард Рюппель            | за его путешествия и изыскания в Нубии, Аравии и Абиссинии |
| 1840 | Роберт Шомбург            | за его упорство и успех в исследовании территории и выявлении ресурсов Британской Гвианы |
| 1841 | Джон Вуд                  | за его путешествие к истоку Oxus и за ценные работы на Инде |
| 1842 | Эдвард Робинсон           | за его ценный труд «Библейские исследования в Палестине, на горе Синай и в провинции Аравия» |
| 1843 | Джон Симондс              | за его триангуляцию в Палестине и за определение им разницы между уровнями Средиземного и Мёртвого морей                                                                                              |
| 1844 | Адольф Эрман              | за важные географические работы в Сибири и на Камчатке |
| 1845 | Карл Риттер               | за его важные географические работы |
| 1846 | Александр Миддендорф      | за исследования в Северной и Восточной Сибири |
| 1847 | Людвиг Лейхгардт          | за исследования в Австралии, в особенности за его путешествие из Мортон-Бэй в Порт-Эссингтон. |
| 1848 | Чарлз Уилкс               | за талант и упорство, проявленные им в путешествии по Антарктическим регионам и за превосходную научную работу                                                                                        |
| 1849 | Карл фон Хюгель           | за его предприимчивое исследование Кашмира |
| 1850 | Джон Фримонт              | за его важные географические работы на крайнем Западе Американского континента |
| 1851 | не вручалась              | не вручалась |
| 1852 | Генри Стрэчи              | за обширные исследования и изыскания в Западном Тибете |
| 1853 | Эдуард Инглфилд           | за его предприимчивое исследование побережий залива Баффина, пролива Смита и пролива Ланкастера |
| 1854 | Роберт Мак-Клур           | за его замечательные усилия в проведении своего корабля через лёд Полярных морей и за открытие Северо-Западного прохода                                                                               |
| 1855 | Дэвид Ливингстон          | за его недавние исследования в Африке |
| 1856 | Генрих Барт               | за его обширные исследования в Центральной Африке, его поездки по озеру Чад и его опасное путешествие в Тимбукту                                                                                      |
| 1857 | Эндрю Во                  | за геодезические работы, столь же замечательные по степени их точности, что и покрытие Индии триангуляцией                                                                                            |
| 1858 | Александр Бейч            | за обширные и точные исследования Америки |
| 1859 | Джон Паллизер             | за ценные результаты его исследований в Скалистых горах Северной Америки |
| 1860 | Фрэнсис Мак-Клинток       | за сноровку и стойкость, проявленные им и его компаньоном в поисках записей об утерянной экспедиции Франклина и за ценные исследования побережья                                                      |
| 1861 | Джон Стюарт               | за очень выдающиеся исследования в Австралии |
| 1862 | Томас Блэкистон           | за исследование им реки Янцзы |
| 1863 | Джон Эрроусмит            | за очень важные услуги картографии, оказанные им географической науке |
| 1864 | Карл фон дер Деккен       | за его географические исследования вершин Килиманджаро |
| 1865 | Сэмюэл Бейкер             | за его энергичные исследования внутренних районов Африки |
| 1866 | Уильям Чандлесс           | за его исследование реки Пурус в Южной Америке |
| 1867 | Айзек Хейс                | за его экспедицию к открытому Полярному морю |
| 1868 | Герхард Рольфс            | за его обширные путешествия во внутренних районах Северной Африки и в особенности за пересечение им континента из Триполи до Лагоса                                                                   |
| 1869 | Мэри Сомервилль           | той, которая на протяжении всей своей очень долгой жизни в высшей степени отличилась своими умениями в тех отраслях науки, которые составляют основу физической географии                             |
| 1870 | Франсис Гарнье            | за его обширные исследования от Камбоджи до реки Янцзы и за то, что он довёл свою экспедицию до безопасного места после смерти её руководителя                                                        |
| 1871 | Александр Джонстон        | за выдающиеся заслуги в развитии физической географии |
| 1872 | Роберт Шоу                | за путешествия в Восточный Туркестан и за его обширные астрономические и гипсометрические наблюдения                                                                                                  |
| 1873 | Генри Стэнли              | за его помощь Ливингстону и за то, что он довёз свои ценные записки и бумаги в Англию |
| 1874 | Питер Уорбертон           | за успешное путешествие по ранее необхоженным западным районам Австралии |
| 1875 | Юлиус Пайер               | за исследования и открытия в Арктических регионах |
| 1876 | Джон Форрест              | за его многочисленные успешные исследования в Западной Австралии |
| 1877 | Найн Сингх                | за его великие путешествия и изыскания в Тибете и на верховьях Брахмапутры, во время которых он установил местоположение Лхасы и в значительной степени расширил наши картографические знания об Азии |
| 1878 | Генри Троттер             | за заслуги перед географией, выразившиеся в соединении тригонометрического исследования Индии с российскими изысканиями Сибири                                                                        |
| 1879 | Уильям Гилл               | за важные работы вдоль Северной границы Персии |
| 1880 | Эрнест Джайлс             | за исследования и изыскания в Австралии |
| 1881 | Бенджамин Ли Смит         | за значительные открытия вдоль побережья земли Франца-Иосифа |
| 1882 | Джон Керк                 | за беспрестанную службу географии, в качестве натуралиста, в качестве второго заместителя др. Ливингстона, а также в качестве Генерального консула Е. В. в Занзибаре                                  |
| 1883 | Эдвард Бабер              | за научные работы во время его многочисленных исследовательских путешествий во внутренних районах Китая                                                                                               |
| 1884 | Юлиус фон Хааст           | за его обширные исследования на Южном острове Новой Зеландии |
| 1885 | Генри О’Нил               | за его 13 путешествий по исследованию побережья и внутренних районов Мозамбика |
| 1886 | Гвидо Кора                | за значительные заслуги в качестве писателя и картографа |
| 1887 | Джордж Гренфелл           | за обширные исследования в Камеруне и Конго |
| 1888 | Герман Висман             | в знак признания его огромных достижений в качестве исследователя Центральной Африки |
| 1889 | Густав Радде              | в знак почтения к жизни, посвящённой развитию научной географии |
| 1890 | Фрэнсис Янгхазбенд        | за его поездки из Маньчжурии и Пекина в Кашмир, и особенно за его путевые изыскания и топографические заметки                                                                                         |
| 1891 | Фритьоф Нансен            | за то, что он впервые пересёк внутренние льды Гренландии, а также за его достоинства как научного географа                                                                                            |
| 1892 | Эдуард Уимпер             | за его путевые карты и подробные обзоры Больших Анд Экватора |
| 1893 | Уильям Рокхилл            | за его путешествия и исследования в Западном Китае и Тибете |
| 1894 | Элизе Реклю               | за выдающиеся заслуги, оказанные географии в качестве автора «Новой Всеобщей географии» |
| 1895 | Джордж Керзон             | за путешествия и исследования в Персии, Французском Индокитае, на Гиндукуше и Памире |
| 1896 | Сент-Джордж Литтлдейл     | за значительные путешествия по Памире и Центральной Азии |
| 1897 | Джордж Доусон             | за исследования Северо-Западных территорий и Аляски |
| 1898 | Роберт Пири               | за исследования в Северной Гренландии и в особенности за обнаружение северного края Гренландского льда                                                                                                |
| 1899 | Фернан Фуро               | за непрерывные исследования Сахары |
| 1900 | Джеймс Маккарти           | за значительные заслуги перед географической наукой в изучении и картировании всех местностей королевства Сиам                                                                                        |
| 1901 | Артур Смит                | за достопамятное путешествие в неизведанные районы озера Рудольф и Омо |
| 1902 | Перси Сайкс               | за путешествия в Персию и за поддержку, оказанную им местным исследователям |
| 1903 | Отто Свердруп             | за важные открытия в заливе Джонс и за значительную роль, которую он сыграл в качестве капитана «Фрама» во время знаменитой экспедиции др. Нансена                                                    |
| 1904 | Роберт Скотт              | за службу в качестве руководителя Национальной антарктической экспедиции, а также за его выдающееся путешествие на санях до 82° 17' ю. ш.                                                             |
| 1905 | Чарльз Райдер             | за его исследования Юньнани и его работы при Тибетской миссии |
| 1906 | Роберт Белл               | тому, кто в течение сорока пяти лет полевой работы нанёс на карты огромные массивы ранее неизведанной территории Канады                                                                               |
| 1907 | Руаль Амундсен            | за его отважное путешествие в целях исследований района Северного магнитного полюса и за первое достижение им на судне знаменитого Северо-Западного прохода                                           |
| 1908 | Альберт, князь Монако     | за океанографические исследования у берегов Шпицбергена |
| 1909 | Майло Тэлбот              | за огромный объём выдающейся исследовательской работы, проделанной им на Афганской границе и в Судане                                                                                                 |
| 1910 | Уильям Брюс               | за исследования в Арктике и Антарктике |
| 1911 | Жан-Батист Шарко          | за его значительные экспедиции в Антарктику, в ходе которых ему удалось провести исследования высокой научной ценности в области геологии, метеорологии, магнитных условий и биологии                 |
| 1912 | Дуглас Каррутерс          | за его значительные экспедиции в Рувензори, Туркестане, Аравии и Монголии |
| 1913 | Эдвард Уилсон             | за отличную работу по изучению зоологии Антарктики и за его мастерство в качестве художника |
| 1914 | Александер Райс           | за его похвальную работу в верховьях Ориноко и Северных притоков Амазонки |
| 1915 | Филиппо Де Филиппи        | за его выдающуюся экспедицию в Каракорум и Восточный Туркестан |
| 1916 | Фредерик Бейли            | за исследования на границе Индии и Тибета и в особенности за прослеживание курса течения реки Брахмапутра                                                                                             |
| 1917 | Сесил Роулинг             | за исследования в Западном Тибете и Новой Гвинее |
| 1918 | Жан Тийо                  | за его длительные исследования и изыскания в Северной Африке |
| 1919 | Уильям Дэвис              | за его величайшую роль в развитии физической географии |
| 1920 | Йован Цвиич               | за выдающиеся заслуги в географии Балканских государств и других регионов Европы |
| 1921 | Робер Буржуа              | за его обширные и выдающиеся заслуги перед географией и геодезией |
| 1922 | Эрнест Леффингуэлл        | за изыскания и исследования на побережье Северной Аляски |
| 1923 | Стэнифорт Смит            | за исследования неизвестных районов Папуа |
| 1924 | Фрэнк Уайлд               | за его обширные заслуги в исследовании Антарктики |
| 1925 | Александер Уолластон      | за его исследования в Центральной Африке и Голландской Новой Гвинее |
| 1926 | Эджуорт Дэвид             | за его работы на атолле Фунафути и за его руководящую роль в первом восхождении на гору Эребус |
| 1927 | Лауге Кох                 | за очень удивительные шесть лет его исследований Северной Гренландии |
| 1928 | Хьюберт Уилкинс           | за его многолетнюю систематическую работу в Полярных регионах, кульминацией которой стал его выдающийся полет от мыса Барроу до Шпицбергена                                                           |
| 1929 | Чарльз Кариус             | за пересечение им Папуа от реки Флай до Сепика |
| 1930 | Карстен Борхгревинк       | за его первопроходческую Антарктическую экспедицию, которая впервые достигла Антарктики зимой, в ходе чего дошла до барьера Росса и получила доказательства его отступания                            |
| 1931 | Ричард Бэрд               | за его экспедицию в Антарктику и за его полеты над Северным и Южным полюсами |
| 1932 | Аймоне, герцог Сполетский | за работы в Гималаях |
| 1933 | Эрих фон Дригальский      | за исследования в области гляциологии в Арктике и Антарктике |
| 1934 | Эйнар Миккельсен          | за исследования в Арктике и его работу по расселению эскимосов в Гренландии |
| 1935 | Вилли Рикмерс             | за обширные путешествия по Кавказу, кульминацией которых стало командование им Российско-Германской экспедицией 1928 года в Алай-Памир                                                                |
| 1936 | Роберт Чизман             | за его исследования и изыскания на Голубом Ниле и озере Тана |
| 1937 | Линкольн Элсуорт          | за его работу по разработке техники аэронавигации в полярных регионах, завершившуюся успешным полетом по Антарктике                                                                                   |
| 1938 | Эрик Шиптон               | за его наиболее выдающийся рекорд в альпинизме |
| 1939 | Ханс Альман               | за исследования и гляциологические изыскания в Арктике |
| 1940 | Александер Глен           | за его экспедиции в Шпицберген и Северо-Восточную землю |
| 1941 | Исайя Боумен              | за его путешествия по Южной Америке и за его большие заслуги в науке о географии |
| 1942 | Оуэн Латтимор             | за его путешествия и изыскания в Центральной Азии |
| 1943 | не вручалась              | не вручалась |
| 1944 | не вручалась              | не вручалась |
| 1945 | Хэлфорд Маккиндер         | за его долгую и выдающуюся службу на благо развития науки о географии |
| 1946 | Генри Ларсен              | за достижение им Северо-Западного прохода как с запада на восток, так и с востока на запад |
| 1947 | Даниэль ван дер Мейлен    | за исследовательские путешествия в Хадрамаут и его вклад в географию Южной Аравии |
| 1948 | Томас Мэннинг             | за исследования и изыскательские работы в Арктике |
| 1949 | Ханс Петтерссон           | за его руководство недавним океанографическим плаванием на «Альбатросе» |
| 1950 | Харальд Свердруп          | за вклад в полярные исследования и океанографические изыскания |
| 1951 | Дональд Томсон            | за географические исследования и изыскания в Арнем-Ленде |
| 1952 | Поль-Эмиль Виктор         | за вклад в Полярные исследования и за его геофизические изыскания на Гренландском леднике |
| 1953 | Эигиль Кнут               | за исследования в Северной Гренландии и за его вклад в эскимосскую археологию |
| 1954 | Нил Маккинтош             | за исследования и изыскания в Южном океане |
| 1955 | Джеймс Симпсон            | как руководителю Британской экспедиции в Северную Гренландию |
| 1956 | Чарльз Эванс              | за вклад в исследования Гималаев |
| 1957 | Джордж Бинни              | за вклад в исследование Арктики, первопроходчество в использовании техники аэросъемки и за создание университета по изучению экспедиций                                                               |
| 1958 | Эдмунд Хиллари            | за Антарктические и Гималайские исследования |
| 1959 | Реймонд Пристли           | за заслуги в Антарктических исследованиях |
| 1960 | Теодор Моно               | за географические исследования и изыскания в Сахаре |
| 1961 | Джон Бартоломью           | как редактору «Атласа мира The Times», за вклад в картографию |
| 1962 | Том Харрисон              | как государственному этнологу и куратору Музея Саравака, за исследования на Центральном Борнео |
| 1963 | Альберт Крэри             | за Антарктические исследования и изыскания |
| 1964 | Тур Хейердал              | за географические исследования на юге Тихого океана |
| 1965 | Лестер Кинг               | за геоморфологические исследования в Южном полушарии |
| 1966 | Джеффри Хаттерсли-Смит    | за географические исследования в Канадской Арктике |
| 1967 | Эдуард Имхоф              | за вклад в картографию |
| 1968 | Аугусто Ганссер           | за геологические исследования и картографию Гималаев |
| 1969 | Рэймонд Торстейнссон      | за вклад в исследование и экономическое развитие Канадской Арктики |
| 1969 | Эдвард Тозер              | за вклад в исследование и экономическое развитие Канадской Арктики |
| 1970 | Гарун Тазиев              | за вулканологические исследования и изыскания |
| 1971 | Чарльз Суитинбэнк         | за гляциологические исследования и изыскания |
| 1972 | Майкл Гвинн               | как руководителю экспедиции Общества в Южную Туркану (Кения) |
| 1973 | Эдгар Томпсон             | как профессору фотограмметрии и геодезии Университетского колледжа Лондона |
| 1974 | Гордон де Кетвиль Робин   | за полярные исследования и изыскания |
| 1975 | Йоахим Кюттнер            | за исследования атмосферы и океанов Земли |
| 1976 | Эдмунд Ирвинг             | за службу в качестве гидрографа Флота и за поддержку им исследований |
| 1977 | Кеннет Хейр               | за открытия в Арктической географии |
| 1978 | Мечислав Климашевский     | за вклад в геоморфологию и международное взаимопонимание в области географии |
| 1979 | Робин Хэнбери-Тенисон     | за руководящую роль в научных экспедициях, в том числе в экспедиции в Мулу, и за его работу на благо первобытных народов                                                                              |
| 1980 | Престон Джеймс            | за толкования природы географии и вклад в географию Латинской Америки |
| 1981 | Вальтер Шютт              | за вклад в гляциологию и за полевые работы в полярных регионах |
| 1982 | Дуглас Уоррен             | за вклад в исследования и картографирование, в особенности в развивающихся странах |
| 1983 | Джон Янг                  | за космические изыскания и их приложение к географическим познаниям |
| 1984 | Пьер Куру                 | за полевые работы в Юго-Восточной Азии и вклад в доктрину тропической географии |
| 1985 | Уолтер Смит               | за вклад в картографию |
| 1986 | Питер Хаггет              | за вклад в географию человека |
| 1987 | Ричард Чорли              | за вклад в геоморфологию |
| 1988 | Найджел Уинзер            | за руководство проектом по изучению песков Вахиба в Омане и управление другими спонсируемыми проектами                                                                                                |
| 1989 | Кит Клейтон               | за вклад в геоморфологию и географическое образование |
| 1990 | Ричард Лики               | за вклад в палеонтологию и защиту дикой природы в Восточной Африке |
| 1991 | Хельге Ингстад            | за исследования европейского открытия Северной Америки |
| 1991 | Анна Ингстад              | за исследования европейского открытия Северной Америки |
| 1992 | Мартин Холдгейт           | за вклад охрану окружающей среды на международном уровне, изучение молодёжи и исследования в Антарктике                                                                                               |
| 1993 | Джон Блэшфорд-Снелл       | за привлечение молодёжи к исследованиям |
| 1994 | Гиллиан Пранс             | за исследования в Амазонии и работу директором Королевских ботанических садов Кью |
| 1995 | Дэвид Харви               | за вклад в радикальную географию человека |
| 1996 | Джон Торнс                | за вклад в геоморфологию |
| 1997 | Дэвид Ринд                | за его вклад в картографирование и географические информационние системы |
| 1998 | Дэвид Дрюри               | за вклад в Антарктические исследования |
| 1999 | Даг Скотт                 | за вклад в альпинизм и познания о горных регионах |
| 2000 | Криспин Тиккелл           | за вклад в содействие пониманию глобальных экологических проблем на правительственном и широком общественном уровне                                                                                   |
| 2001 | Райнхольд Месснер         | за вклад в альпинизм и познания о горных регионах |
| 2002 | Дэвид Кибл                | за повышение познаний в экономической и промышленной географии |
| 2003 | Хариш Кападия             | за вклад в географические открытия и альпинизм в Гималаях |
| 2004 | Сидни Поссуэло            | за вклад в защиту прав народов Бразилии и за исследования в Амазонии |
| 2005 | Жан Малори                | за продолжительное изучение Арктики и её народов |
| 2006 | Джек Айвз                 | за его участие в упрочении понимания глобального значения горных регионов на международном уровне |
| 2007 | Пол Карран                | за вкладв развитие географической науки на международном уровне посредством дистанционного зондирования и наблюдения Земли                                                                            |
| 2008 | Джесси Уолкер             | за поощрение, развитие и популяризацию прибрежной геоморфологии |
| 2009 | Николас Стерн             | за вклад в политику в области изменения климата |
| 2010 | Джек Данджермонд          | за вклад в развитие географической науки посредством совершенствования географических информационных систем                                                                                           |
| 2011 | Сильвия Эрл               | за поощрение, развитие и популяризацию науки и исследований океанов |
| 2012 | Аластер Фотергилл         | за продвижение понимания необходимости защиты окружающей среды на международном уровне |
| 2013 | Майкл Пейлин              | за продвижение географии и географического образования |
| 2014 | Ханс Рослинг              | за поощрение и способствование общественного понимания географических сведений и оказание влияния на лиц, принимающих решения во всем мире                                                            |
| 2015 | Пол Теру                  | за поощрение географических открытий посредством написания литературы о путешествиях |
| 2016 | Боб Гелдоф                | за вклад в повышение осведомленности общества и борьбу с причинами неравенства в Африке |
| 2017 | Линдси Хилсум             | за способствование повышению осведомлённости о глобальных конфликтах и неравенстве |
| 2018 | Ядвиндер Малхи            | за имеющие мировое значение исследования воздействия изменения климата на тропические экосистемы |
| 2019 | Фиона Рейнольдс           | за её вклад в защиту окружающей среды, консервацию и сохранение британского ландшафта |
| 2020 | Майкл Джонс               | за его вклад в развитие систем геопространственной информации |
| 2021 | Рита Гарднер              | за широкое продвижение географии во всех её областях на посту директора Королевского географического общества                                                                                         |
| 2022 | Джейн Фрэнсис             | за её вклад в науку о Земле и об окружающей среде |
| 2023 | Феликс Драйвер            | за его заслуги перед Обществом и в области исторической географии |

## Комментарии
1. ↑  Вместо медали покровителей в этом году Томасу Бруннеру[англ.] была вручена денежная премия в размере 25 гиней с основанием «за достойные труды по изучению Среднего острова Новой Зеландии».
2. ↑  Награждён посмертно.
3. ↑  В связи со Второй мировой войной.